# Amtsgericht Meersburg
Das Amtsgericht Meersburg war ein Gericht der ordentlichen Gerichtsbarkeit in Meersburg im Großherzogtum Baden. Zunächst gehörte es zum Bezirk des Hofgericht des Seekreises, später des Kreis- und Hofgerichts Konstanz.

## Geschichte
Das Amtsgericht Meersburg wurde im Jahre 1857 im Rahmen der Trennung von Rechtsprechung und Verwaltung in Baden während der staatlichen Neuorganisation nach der Revolution 1848/49 gegründet. Sein räumlicher Zuständigkeitsbereich umfasste mit Meersburg, Adelsreute, Ahausen, Baitenhausen, Daisendorf, Efrizweiler, Hagnau, Immenstaad, Ittendorf, Kippenhausen, Markdorf, Raderach, Riedheim und Stetten  die 14 Gemeinden des 1856 aufgelösten Bezirksamtes Meersburg.
Dem Gericht war das Hofgericht des Seekreises in Konstanz übergeordnet. Im Jahre 1864 nahm das Kreis- und Hofgericht Konstanz die Stellung des übergeordneten Gerichts ein. Im Jahre 1872 wurde das Amtsgericht Meersburg aufgehoben, und das Amtsgericht Überlingen übernahm dessen Bezirk.